# Крајпуташ Танасију Милићу у Семедражи
 Крајпуташ Танасију Милићу у Семедражи (Општина Горњи Милановац) налази се у долини реке Дичине, у непосредној близини аутопута. Подигнут крај старог сеоског пута који је некада водио од гробља ка школи.

## Опис споменика
Крајпуташ припада типу капаша. Садржи уобичајне елементе – лик војника, епитаф и орнаменталне урезе у форми стилизованих крстова и флоралне орнаментике. Стилски се уклапа у надгробнике с краја 19. века са простора Горњег Милановца.
Исклесан је од црвенкастог грабовичког камена. Укупна висина споменика, са цоклом и капом, износи 177 cm, ширина 40, а пречник 21 cm. Димензије капе су 18х50х45 cm. Споменик је добро очуван. У новије време усађен је у бетонску основу.
Са предње стране споменика приказан је војник у ставу мирно, руку прислоњених уз тело, без оружја. Униформа је приказана плошно, без детаља. Лице војника је безизражајно. Око главе, у форми ореола, исписан је натпис: ВОЈНИК ТАНАСИЈЕ МИЛИЋ.

## Епитаф
Текст епитафа је делимично читак, а његов крај недоступан јер је уливен у бетон. Са северне стране може се прочитати:
ОВАЈСПОМЕН
ВОЈНИКУ Т
АНАСИЈУМИЛИ
ЋА ИЗ СЕМЕ
ДРАЖИ ПОЖ
ИВИ 1899 Г. ПОГ
ИНУО НА РАТУ
НА РАТНИЦИ
На јужној страни, при дну стуба, исписано је шест редова, међу којима се може растумачити само: И ЊЕГОВА ЖЕНА ЂУРЂИЈА.